# Богданов, Борис Осипович
Бори́с О́сипович (Бе́рель Ио́сифович) Богда́нов (8 (20) марта 1884, Одесса — 15 июня 1960, Москва) — участник российского революционного движения, меньшевик, член исполкома Петроградского совета рабочих и солдатских депутатов.

## Биография
Родился 8 марта (по старому стилю) 1884 года в еврейской семье — занятого в лесоторговле одесского мещанина, впоследствии купца первой гильдии и потомственного почётного гражданина Осипа Борисовича (Иосифа Берелевича) Богданова и Собы (Софьи) Эммануиловны Богдановой. Окончил Одесское коммерческое училище Николая I (1902).
Участник социал-демократических кружков с 1901 года. По сообщению дочери, Б. О. Богданов был первым представителем одесских социал-демократов, проникших на восставший броненосец «Потёмкин».
В 1907 избран членом Петербургского комитета РСДРП, меньшевик. До 1913 года неоднократно подвергался арестам и ссылкам. В 1910 году женился, в 1916 году у него родилась дочь.
В годы Первой мировой войны — оборонец. В 1915 становится секретарем рабочей группы Военно-Промышленного комитета. 27 января 1917 арестован вместе с другими членами рабочей группы.
Освобожден 27 февраля 1917 года в ходе Февральской революции. Сразу стал членом Петроградского совета рабочих и солдатских депутатов и его исполнительного комитета.
В апреле 1917 года выступает против участия социалистов во Временном правительстве. В мае — делегат Всероссийской конференции меньшевистских и объединённых организаций РСДРП. Участник 1-го Всероссийского съезда Советов, Объединительного съезда меньшевиков (август 1917 года). Активный участник борьбы с корниловщиной, член Комитета народной борьбы с контрреволюцией. В сентябре 1917 года был участником Демократического совещания.
Был противником Октябрьской революции. В июле 1918 года арестован и заключён в Петропавловскую крепость. Осенью 1918 года был освобождён и уехал в Одессу. Там был членом местного Совета рабочих депутатов.
В декабре 1920 года был арестован вместе со всей меньшевистской фракцией Совета рабочих депутатов и отправлен во Владимир. Осенью 1921 года был освобождён, приехал в Москву, работал в ВСНХ.
В декабре 1922 года был вновь арестован и по решению Комиссии НКВД заключён в Архангельские концентрационные лагеря сроком на 2 года. В июле 1923 года был переведён в СЛОН. По окончании срока заключения в декабре 1924 года по решению Особого Совещания при Коллегии ОГПУ был сослан в Усть-Цильму на 3 года. В апреле 1925 года вновь арестован по подозрению в подготовке побега из ссылки, в июле 1925 года был освобожден.
После освобождения из ссылки в январе 1928 года переехал в Баку. В июле 1928 года был там арестован и выслан в Симферополь на три года, где работал в Госплане Крымской АССР.
В феврале 1931 года был арестован по обвинению в контрреволюционной агитации и участи в контрреволюционной организации, Особое совещание при Коллегии ОГПУ приговорило его к 3 годам заключения. Его направлили в Суздальский политизолятор. В 1932 году оставшийся срок заключения был заменён ссылкой в Томск. Там он работал в «Шахтстрое». Осенью 1934 года после окончания срока ссылки переехал в Омск.
В июле 1937 года вновь арестован, и в апреле 1940 года Особое совещание при НКВД СССР приговорило его к 8 годам ИТЛ. Отбывал срок в Каргопольлаге.
Был освобожден из лагеря только в январе 1947 года и сослан в Сыктывкар, затем в 1948 году выслан в Петропавловск. Там весной 1949 года был вновь арестован по обвинению в контрреволюционной агитации и участи в контрреволюционной организации, и Особое совещание приговорило его к 10 годам ИТЛ.
В феврале 1955 года был досрочно освобождён по состоянию здоровья, был направлен в Зубово-Полянский дом инвалидов.
В 1956 году был реабилитирован по всем делам с 1928 года. Тем не менее, ему не было позволено вернуться в Москву, и он поселился в Александрове. В Москве ему разрешили поселиться лишь в конце 1959 года, незадолго до смерти.
Полностью реабилитирован Указом от 13 августа 1990 года.
Скончался в Москве в 1960 году. Похоронен на Донском кладбище.

## Семья
Жена — Элька Абовна (Ольга Альбертовна) Дыхно (1889—1974), дочь казённого раввина Одессы, купца первой гильдии Абы (Альберта) Михайловича Дыхно (1853 — после 1918). Её брат — доктор медицинских наук Михаил Альбертович Дыхно (1882—1966), учёный в области социальной гигиены (его жена — доктор медицинских наук Мина Александровна Дыхно, 1881—1948, акушер-гинеколог; сын — доктор медицинских наук Александр Михайлович Дыхно, 1909—1957, хирург и анатом), сестра — Розалия Альбертовна Дыхно-Лейбзон (1878–1950, Баку), врач-гинеколог; еще один брат — Юлий Альбертович Дыхно (1895–1981, Баку), врач-дерматовенеролог. Сестра Тамара Альбертовна Дыхно-Малаховская (1890–после 1956) была репрессирована.
Дочь — Наталья Борисовна Богданова (25 октября 1917, Одесса — 1990-е), автор книги «Мой отец — меньшевик».